# Târgu Gângulești, Vâlcea
Târgu Gângulești este o localitate componentă a orașului Berbești din județul Vâlcea, Oltenia, România.
 Acest articol despre o localitate din județul Vâlcea este deocamdată un ciot. Puteți ajuta Wikipedia prin completarea lui.
 Este un loc unde până în colectivizare au fost oameni harnici. Înainte cu un secol în zonă existau păduri cu arbori seculari atât pe deal cât și pe luncă. Înainte de 1944 toate familiile aveau în proprietate pământul  și foarte multe animale. Satul este un loc binecuvântat de Dumnezeu. Tot satul era plin de veselie în zilele de sărbătoare. Oamenii erau foarte harnici și își lucrau pământul. Toate dealurile aveau plantați pomi fructiferi. Când mergeau copiii cu animalele la păscut erau încântați de peisajele naturale și de cantitatea de fructe care era la dispoziția lor. Pe toate dealurile din zonă se auzeau cântând păsările și oamenii. Te puteai considera într-un colț de rai. Pe dealuri era plantată și viță de vie. Târgu Gângulești este situat la confluența a două râuri, Oltețul și Tărâia.  Copiii vara mergeau la scăldat în râurile  Oltețul și la Tărâia. Lunca era cultivată cu grâu și porumb. După colectivizare o parte din păduri au fost tăiate . Pomii fructiferi au fost tăiați și toată veselia țăranului s-a transformat în jale. Nu mai sunt animale, fructe, iar o parte din terenuri sunt pârloagă în prezent. În sat au mai rămas bătrânii care nu mai pot să muncească și o parte din cei care nu vor să muncească.

## Vezi și
- Biserica de lemn din Satul Dealu Aluniș